# (9236) Obermair
(9236) Obermair (1997 EV32) – planetoida z pasa głównego asteroid okrążająca Słońce w ciągu 3,76 lat w średniej odległości 2,42 j.a. Odkryta 12 marca 1997 roku.